# Ovari (botànica)
En botànica, a les plantes amb flor, l'ovari és la part inferior del carpel que conté els òvuls, es tracta d'una cavitat tancada que pot estar subdividida, llavors es parla d'ovari bilocular (dues cavitats), trilocular (tres cavitats), tetralocular (quatre cavitats) o plurilocular. Algunes plantes anemòfiles tenen els ovaris molt reduïts i modificats, atès que en no intervenir animals a la pol·linització no són necessaris elements que els atreguin.

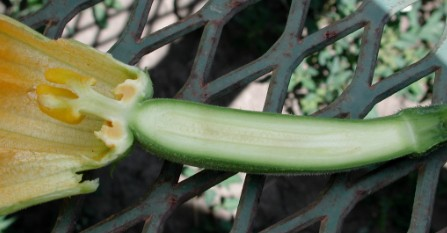
Tall longitudinal d'una flor de carbassó mostrant l'ovari, els òvuls, el pistil i els pètals

Després de la pol·linització l'ovari creix fins a formar el fruit mentre que els òvuls passen a ser les llavors. En el cas de les infructescències, com el gerd o l'ananàs, hi ha altres parts de les flors de la inflorescència que participen en la formació de fruit.

## Tipus d'ovari

I-Flor hipogínia
II-Flor perigínia
III-Flor epigínia
r: receptacle
s:sèpals (calze)
p:pètals (corol·la)
a:estams (androceu)
g:ovari (gineceu)

En funció de la seva posició respecte al punt d'inserció es parla d'ovari ínfer i d'ovari súper.

### Ovari ínfer
Ovari ínfer (o ovari epigin) és com s'anomena a un ovari que té el periant situat al seu damunt. Aquesta disposició la presenten les flors anomenades epígines, les quals tenen el tàlem (que és l'eixamplament terminal o receptacle del peduncle de la flor, sobre el qual són inserits els verticils florals) de forma còncava i soldat a l'ovari.
En les flors amb aquesta morfologia de l'ovari, els sèpals, pètals i estams semblen inserits damunt del tàlem.

### Ovari súper
Ovari súper o hipogin és la denominació de la disposició de l'ovari quan se situa per damunt de les altres parts florals.
El ginoeci (part femenina) és el verticil més intern d'una flor, i en moltes flors les altres parts (sèpals, pètals i estams) estan ajuntades al receptacle per sota del ginoeci. En aquests casos quan l'ovari se situa per sobre de l'ajuntament de les altres parts florals la flor s'anomena hipògina o posseïdora d'ovari súper.
En algunes espècies com la prunera, el cirerer o l'esbarzer les altres parts que no formen part del carpel estan fusionades formant un tub floral. En aquestes flors ovarian està físicament més avall que els lòbuls de sèpals i pètals i per sota del punt d'unió dels filaments de l'estam. L'ovari encara es considera com súper, però la flor és qualificada de periginovari súper.